# Macroprotodon abubakeri
Macroprotodon abubakeri là một loài rắn trong họ Rắn nước. Loài này được Wade mô tả khoa học đầu tiên năm 2001.

## Hình ảnh

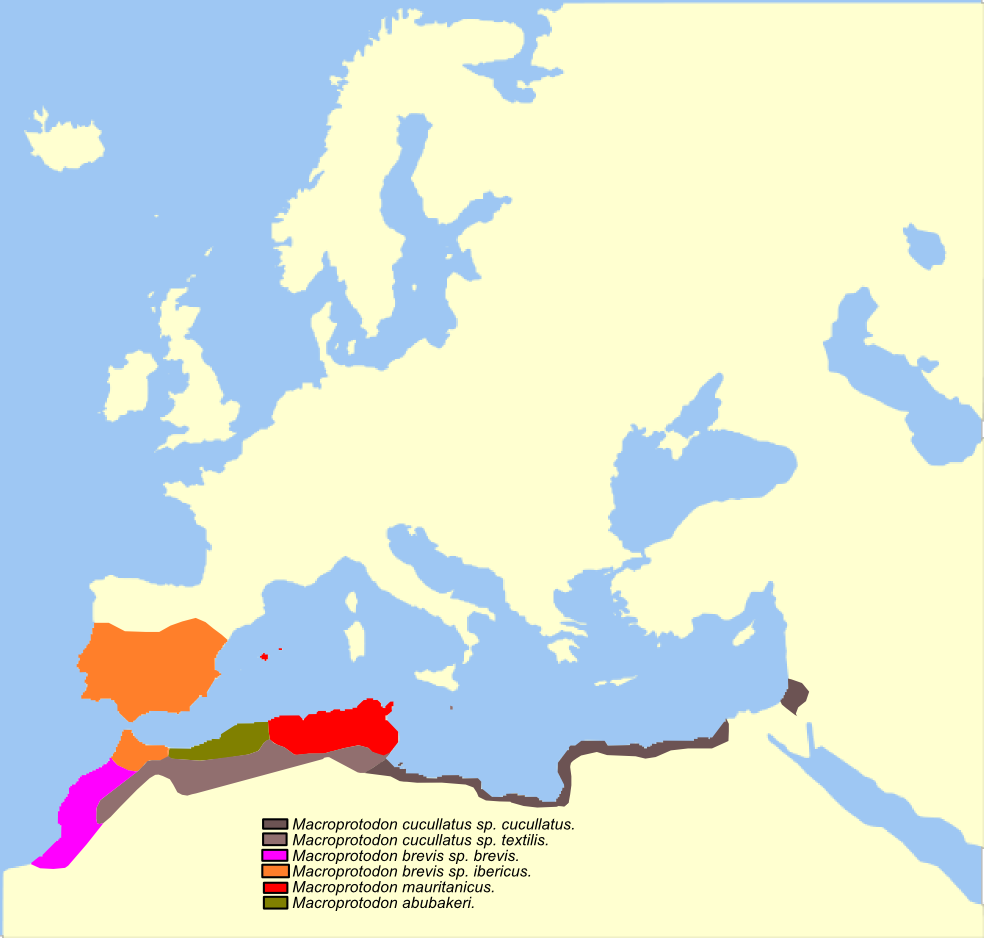